# Satis
En la mitologia egípcia, Satis, Setjet o Satet (en grec antic, Σάτις Satis; en egipci, Sṯt o Stt) és una deessa associada al Nil i les seves cascades. És filla de Ra, el sol.
El seu nom, que prové de setji (sembrar, estendre) i significa «La que s'escampa», i la confirma en la funció de qui escampa les aigües que el seu marit, Cnum, va fer fluir.

## Presentació
Si Satis és especialment representada antropomòrfica, sembla que, molt antigament, era venerada en forma d'antílop o d'un búbal, del qual la seva corona Hedjet proveïda de dues banyes és la reminiscència. Així mateix, l'antílop està dedicat a ella, així com el voltor, amb el qual de vegades s'adorna. Els seus atributs personals són, a més del Ceptre uas i el signe ankh, i fletxes, com Neit. Aquesta última, amb qui comparteix la seva personalitat més aviat viril, atlètica i independent, es pot considerar la seva contrapart del nord.

## Origen geogràfic i llocs de culte
Satis és innegablement originària de la cascada del Nil, a nivell d'Elefantina o Sehel, on es van situar els seus primers llocs de culte; generalment es considera el guardià de totes les cascades.

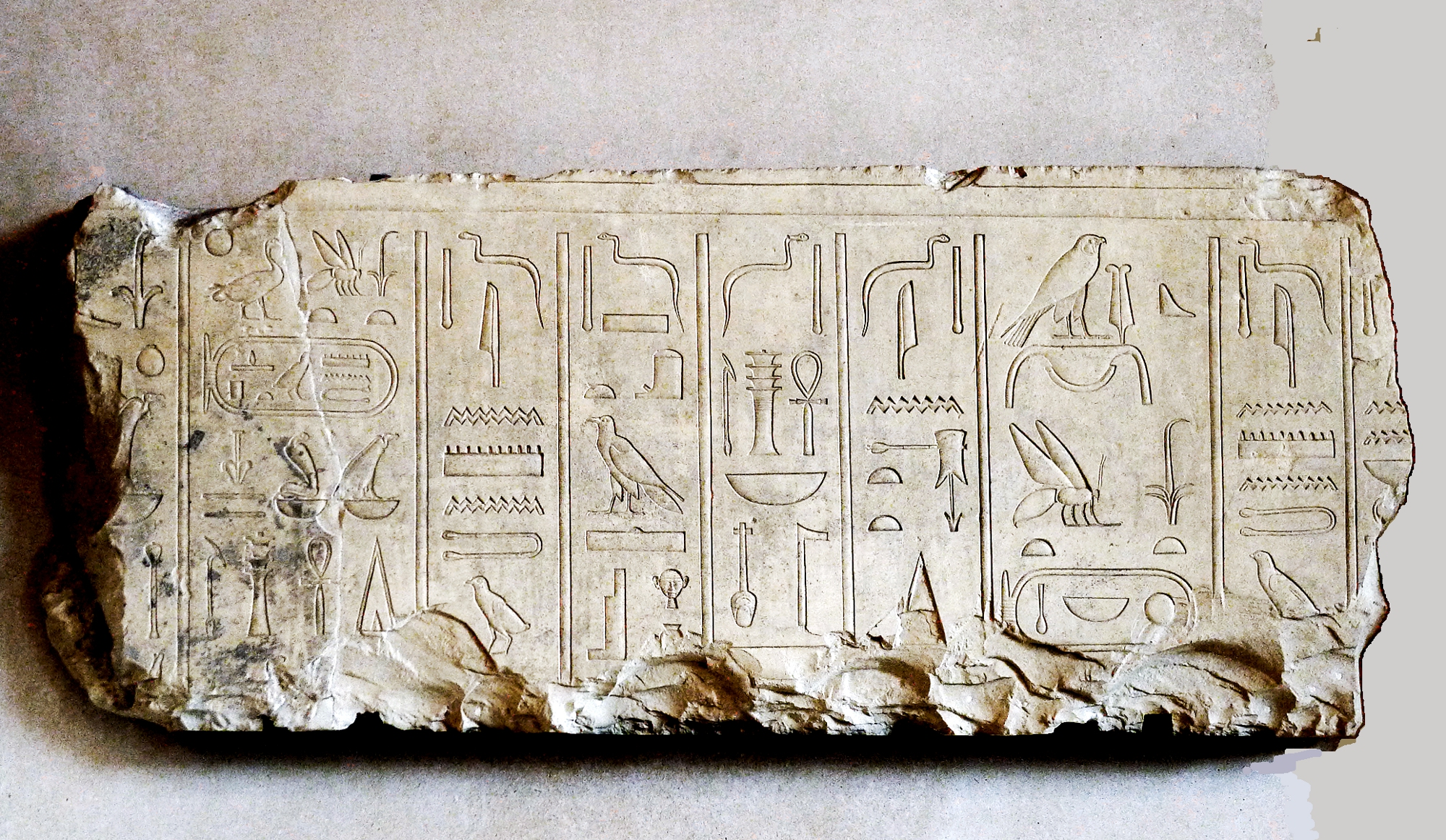
Llinda d'una porta del temple de Montou a Tufium (regnat de Mentuhotep I (XI dinastia); el text esmenta el déu Montou i la deessa Satet) - Museu del Louvre

Els seus llocs de veneració són múltiples, i situats principalment al Sud: a Elefantina, la seva ciutat tutelar per descomptat, on forma una tríada amb Cnum, la seva consort —espòs durant el període tardà— i la seva filla Anucis, a Núbia (Semna, Buhen, Koumna, Gebel Docha, etc.) on es troba venerat en companyia d'Amon, Mentu o Horus des de la XXV dinastia fins a l'època romana, i al Faium, on s'amagaven les fonts mítiques del Nil Nord, assimilat a Ouadjet i, per tant, portador de la corona vermella Decheret.
Va ser prop dels seus temples on se celebraven les festes religioses vinculades a la riuada del Nil.

## Funcions
Satis, «El que dona l'aigua dolça que ve d'Elefantina» i «La mestressa de la primera cascada» és una de les deesses més importants del cicle d'inundació i pujada, responsable del seu desencadenant o de la seva distribució. Sense ser un símbol de fertilitat, va aportar fertilitat i prosperitat, fet que l'apropava a Sotis. Tanmateix, els antics egipcis eren molt conscients que la inundació s'originava al cor d'Àfrica, i Satis era adorat com a «Mestra del Gran Sud», «Mestre de Núbia» o «Mestra de Punt», i protegia les mercaderies i les caravanes procedents d'aquestes llunyanes terres.

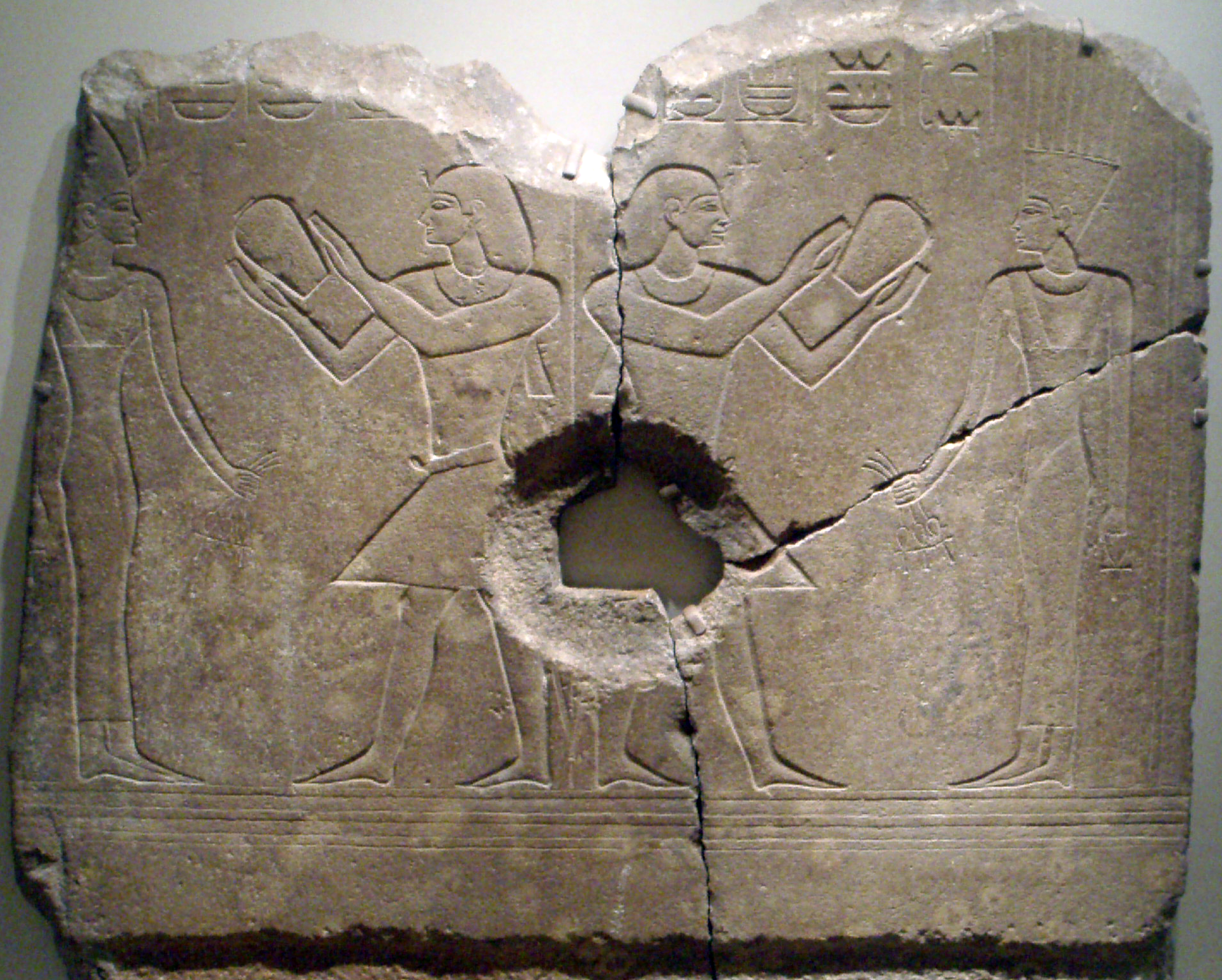
Relleu que representa Sobekhotep III (XIII Dinastia) fent una ofrena a Satis (esquerra) i Anoukis (dreta) – Museu de Brooklyn.

A més, la seva associació amb l'aigua fa de Satis una deessa de la purificació, invocada a favor del difunt. Les seves funcions també es van estendre com a deessa protectora del país, establerta al límit sud d'Egipte, lloc de molts conflictes («Guardiana de la frontera sud d'Egipte» i, com la riuada tumultuosa que submergeix i s'apodera del país, «La que va conquerir Egipte»), fins a la deessa guerrera i protectora de la reialesa («La que llança les seves fletxes als seus enemics»), probablement per la seva proximitat a altres deesses de les inundacions de les aventures nubianes, com Sekhmet. Començant al Nou Regne, Satis porta així la mateixa atracció que l'Ureu, la de L'ull de Ra que destrueix els enemics del sol i del faraó.